# 헨드리퀴스 콜레인
헨드리퀴스 콜레인(네덜란드어: Hendrikus Colijn, 1869년 6월 22일 ~ 1944년 9월 18일)은 네덜란드의 정치인으로서 반혁명당(지금의 기독교민주당을 기독교역사연합,가톨릭 인민당(Katholieke volkspartij(Nederland)과 같이 창설 후 흡수됨)원이다. 1925년 8월 4일부터 1926년 3월 8일까지, 1933년 5월 26일부터 1939년 8월 10일까지 네덜란드의 총리를 지냈다.